# Väse
Väse – miejscowość (tätort) w Szwecji, w regionie administracyjnym (län) Värmland, w gminie Karlstad.
Według danych Szwedzkiego Urzędu Statystycznego liczba ludności wyniosła: 519 (31 grudnia 2015), 526 (31 grudnia 2018) i 529 (31 grudnia 2019).